# わたしの可愛い人 シェリ
『わたしの可愛い人 シェリ』（原題: Cheri）は、2009年のイギリス・フランス・ドイツ映画。コレットの小説『シェリ』を映画化した作品である。

## ストーリー
1906年、「ココット」と呼ばれる高級娼婦がセレブとしてもてはやされたベル・エポックの時代のパリ。
ココットを引退し、悠々自適な生活を送っていたレア・ド・ロンヴァルは、元同業者のシャルロット・プルーから彼女の19歳になる美貌の息子フレッドの放蕩生活をやめさせたいと相談される。
幼い頃からレアに「シェリ（愛しい人）」と呼ばれていたフレッドは、実はレアに想いを寄せ続けていたのだ。
そこでレアは教育係として息子ほども歳の離れたフレッドと交際することになる。
当初は短期間のはずが、レアとフレッドの関係は互いの生活を知り尽くした気楽さから6年も続いてしまう。
また、レアとの交際でフレッドの生活は健全なものになっていた。
そんなある日、フレッドの母シャルロットは、フレッドをココット仲間であるマリ=ロールの18歳の娘エドメと結婚させることにする。
フレッドの結婚を聞かされたレアは毅然とフレッドを送り出すが、フレッドを深く愛してしまっていたレアの内心は深く傷つく。
一方のフレッドもレアに想いを残しつつもエドメと結婚する。

## キャスト
- レア・ド・ロンヴァル - ミシェル・ファイファー： 元ココット。
- シェリ（フレッド・プルー） - ルパート・フレンド： 元ココットの息子。放蕩生活を送る美貌の青年。
- エドメ - フェリシティ・ジョーンズ： ココットの娘。シェリの妻となる。
- シャルロット・プルー - キャシー・ベイツ： シェリの母。元ココット。
- マリ＝ロール - イーベン・ヤイレ： レアたちのココット仲間。エドメの母。
- ローズ - フランシス・トメルティ： レアのメイド。
- ラ・コピーヌ - アニタ・パレンバーグ
- ラ・ルーピオット - ハリエット・ウォルター
- 男爵 - ベット・ボーン
- リリ - ゲイ・ブラウン
- デスモン子爵 - トム・バーク
- マダム・アルドンザ - ニコラ・マコーリフ
- パトロン - トビー・ケベル

## 受賞またはノミネート
| 映画賞・映画祭     | 部門           | 候補                     | 結果       |
| ------------------ | -------------- | ------------------------ | ---------- |
| サテライト賞       | 衣装デザイン賞 | コンソラータ・ボイル     | ノミネート |
| ベルリン国際映画祭 | 金熊賞         | スティーヴン・フリアーズ | ノミネート |